# Associació Esportiva Penya Esplugues
La Associació Esportiva Penya Esplugues es un club de fútbol sala femenino de España de la localidad de Esplugas de Llobregat, de la provincia de Barcelona, en Cataluña. Fue fundado en 2008 y en 2015 la AE Esplugues llegó a un acuerdo con el Fútbol Sala Gironella, equipo que se encontraba en proceso de disolución de su junta, y el Esplugues absorbió al equipo.
Actualmente juega en la Primera División de fútbol sala femenino.

## Historia

### FSF Gironella
En desarrollo

### AE Penya Esplugues
En desarrollo

## Uniforme
- Uniforme titular: Camiseta de rojiblanca, pantalón negro, medias negras.
- Uniforme alternativo: Camiseta azul, pantalón negro, medias negras.

## Pabellón
El equipo juega en el pabellón de les Moreres, situado en la plaza de les Moreres, en la ciudad de Esplugas de Llobregat. El recinto tiene una capacidad para 462 espectadores.

## Datos del club
Se incluye la trayectoria del Gironella y del AE Penya Esplugues por ser continuación un equipo del otro,
- Temporadas en Primera División: 18.
- Mejor puesto en la liga: 4ª.
- Peor puesto en la liga: 14.ª.
- Mayor goleada conseguida:
  - En campeonatos nacionales:
    - En casa

FSF Gironella 11 - 0 Kettal Fuenlabrada (10 de mayo de 2008)
- Fuera

Majadahonda 1 - 8 FSF Gironella (12 de noviembre de 2011)
Vallirana 0 - 7 FSF Gironella (18 de enero de 2014)
- Mayor goleada recibida:
  - En campeonatos nacionales:
    - En casa

FSF Gironella 0 - 9 Femesala Elche (13 de enero de 2007)
- Fuera

Futsi Navalcarnero 9 - 0 FSF Gironella (16 de enero de 2016)

## Jugadores y cuerpo técnico

### Plantilla y cuerpo técnico (2021-22)
| Dorsal | Jugador         | Posición   | Edad    | Procedencia    |
| ------ | --------------- | ---------- | ------- | -------------- |
| 3      | Ruth Aurín      | Ala-cierre | 26 años | Castelldefels  |
| 4      | Marta Collado   | Cierre     | 25 años | Femisport      |
| 5      | Irina Godó      | Ala        | 25 años | Eixample       |
| 7      | Martita         | Ala-Pívot  | 26 años | Femisport      |
| 8      | Cèlia Catà      | Ala-Cierre | 28 años | Arenys de Munt |
| 9      | Belén Entrena   | Ala-Pívot  | 30 años | AECS           |
| 10     | Berta Velasco   | Ala        | 37 años |                |
| 11     | Pilar Ribes     | Ala-Pívot  | 30 años | Pony FS        |
| 16     | Clara Rivera    | Ala        |         | Esplugues B    |
| 18     | Raquel Raventós | Ala        |         | Esplugues B    |
| 20     | Laia Beltrán    | Ala        |         | Esplugues B    |